# Dieter Husar
Dieter Husar (1947) è un astronomo amatoriale tedesco, di professione fisico.
Il Minor Planet Center gli accredita la scoperta dell'asteroide 82346 Hakos effettuata il 10 giugno 2001.
Gli è stato dedicato l'asteroide 211343 Dieterhusar.